# Stepanavan
Stepanavan (en arménien Ստեփանավան) est une ville arménienne située dans le marz de Lorri. Comprenant également la localité d'Armanis, elle compte 16 290 habitants en 2008.

## Géographie
Stepanavan est située à 139 km au nord de la capitale Erevan et à 24 km au nord du centre régional Vanadzor, à mi-chemin entre Erevan et Tbilissi.
La ville est située à 1 460 mètres d'altitude.
Stepanavan est situé sur le plateau de Lori au nord des montagnes Bazum, sur les rives de la rivière Dzoraget à une altitude moyenne de 1 375 mètres et couvrant une superficie de 17 km2.
La gorge profonde de Dzoraget divise Stepanavan en rives nord et sud, la rive sud ayant des racines historiques plus anciennes.
En raison de son emplacement sur les rives de la rivière Dzoraget, parmi la forêt du plateau de Lori et les montagnes de Bazum, Stepanavan est une station balnéaire du nord de l'Arménie.

## Démographie
Depuis 1841, l'évolution démographique de Stepanavan a été la suivante :
| 1841 | 1897  | 1926  | 1939  | 1959  | 1975   |
| ---- | ----- | ----- | ----- | ----- | ------ |
| 148  | 3 324 | 4 973 | 6 057 | 9 714 | 14 764 |

| 1989   | 2001   | 2006   | 2008   | 2011   | 2016   |
| ------ | ------ | ------ | ------ | ------ | ------ |
| 14 273 | 16 299 | 16 000 | 16 290 | 13 086 | 10 800 |

| Histogramme de l'évolution démographique de Stepanavan |        |
| \| 1841 \| 148 \| \| 1897 \| 3 324 \| \| 1926 \| 4 973 \| \| 1939 \| 6 057 \| \| 1959 \| 9 714 \| \| 1975 \| 14 764 \| \| 1989 \| 14 273 \| \| 2001 \| 16 299 \| \| 2006 \| 16 000 \| \| 2008 \| 16 290 \| \| 2011 \| 13 086 \| \| 2016 \| 10 800 \| |        |
| 1841 | 148    |
| 1897 | 3 324  |
| 1926 | 4 973  |
| 1939 | 6 057  |
| 1959 | 9 714  |
| 1975 | 14 764 |
| 1989 | 14 273 |
| 2001 | 16 299 |
| 2006 | 16 000 |
| 2008 | 16 290 |
| 2011 | 13 086 |
| 2016 | 10 800 |

## Lieux d'intérêts touristiques autour de Stepanavan
- Dendropark : jardin botanique créé dans les années 1930 par le botaniste Edmon Leonovich. Il s'étend sur 35 hectares et est situé à 12,5 kilomètres de la ville. Plus de 500 espèces d'arbres y sont conservées.
- Forteresse de Loré (Lorri Berd) : ruines d'une forteresse datant du Xe siècle.
- Sourb Nshan : petite chapelle à 20 minutes du centre-ville.
- Lac Kuibishev d’Urasar : lac situé à environ 8 kilomètres du centre de Stepanavan.

## Jumelage
| Ville | Ville            | Pays | Pays   |
| ----- | ---------------- | ---- | ------ |
|       | Décines-Charpieu |      | France |

## Transport
Stepanavan est traversée par la route magistrale M3.

## Galerie

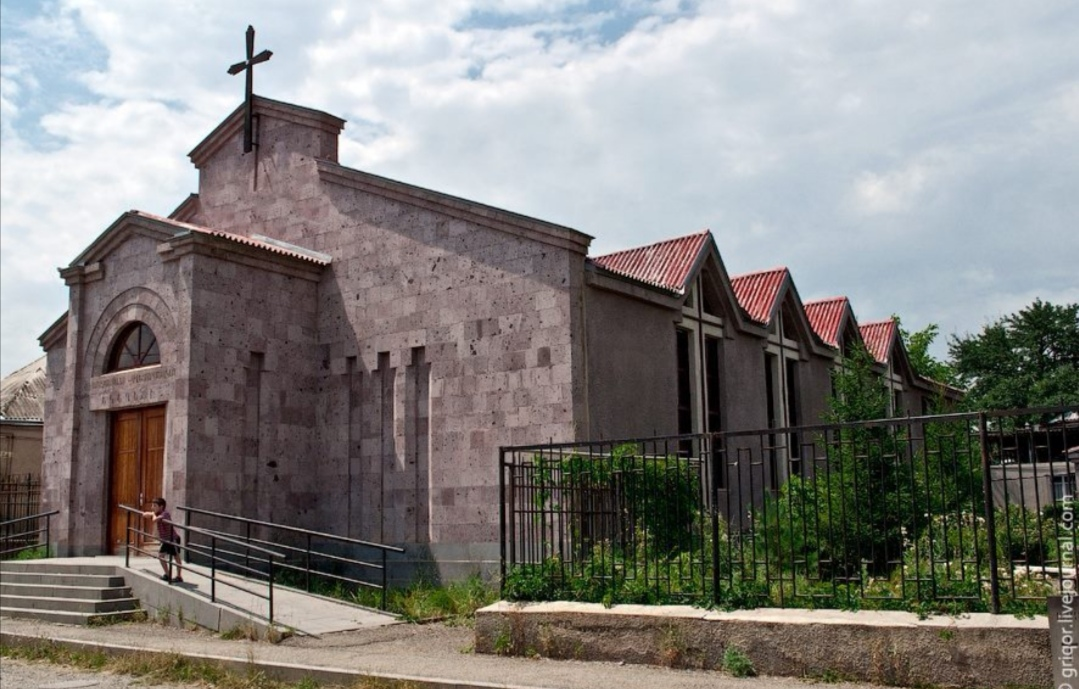
Église évangelique, 2020.
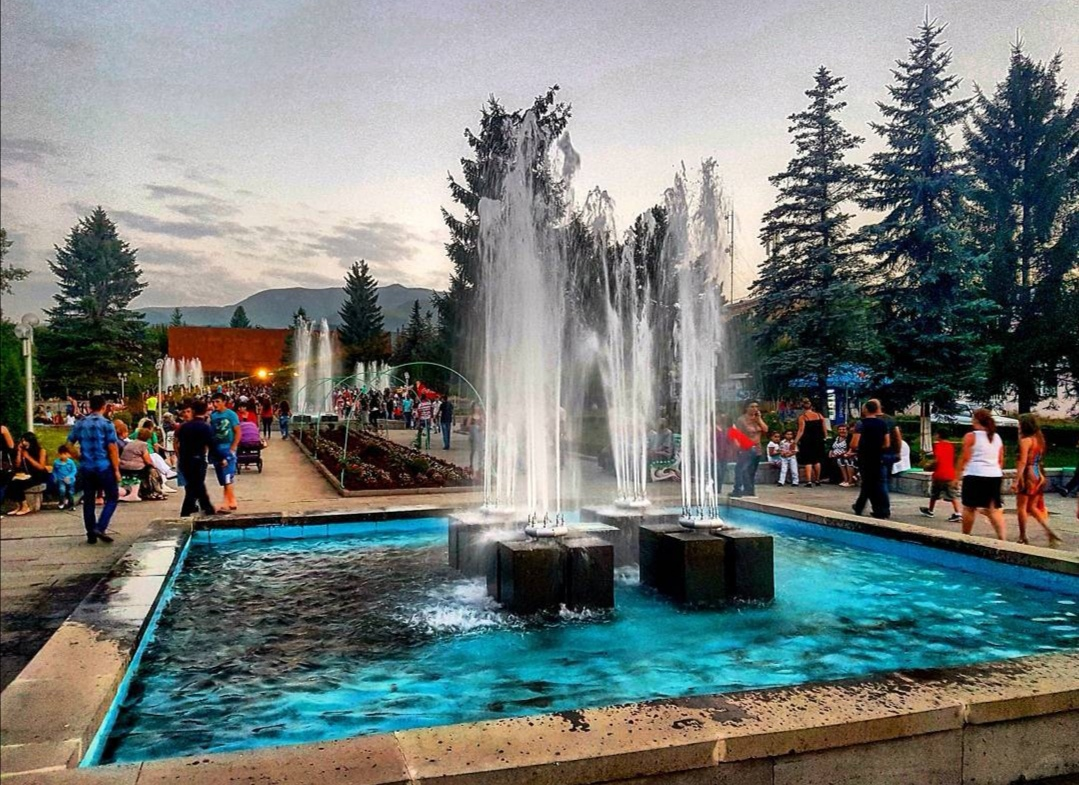
Place centrale, 2020.
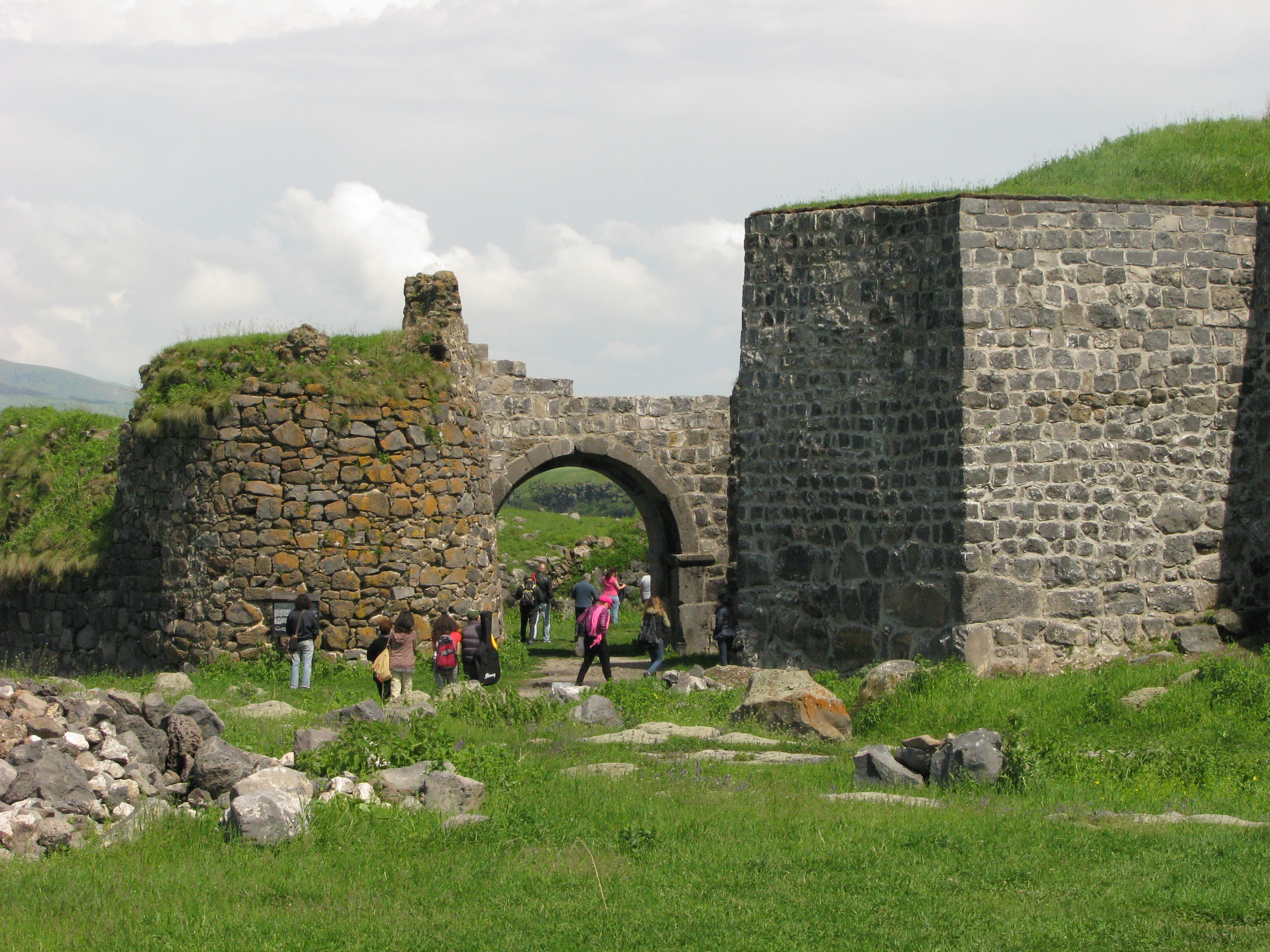
Ruines de la forteresse de Lorri, 2014.
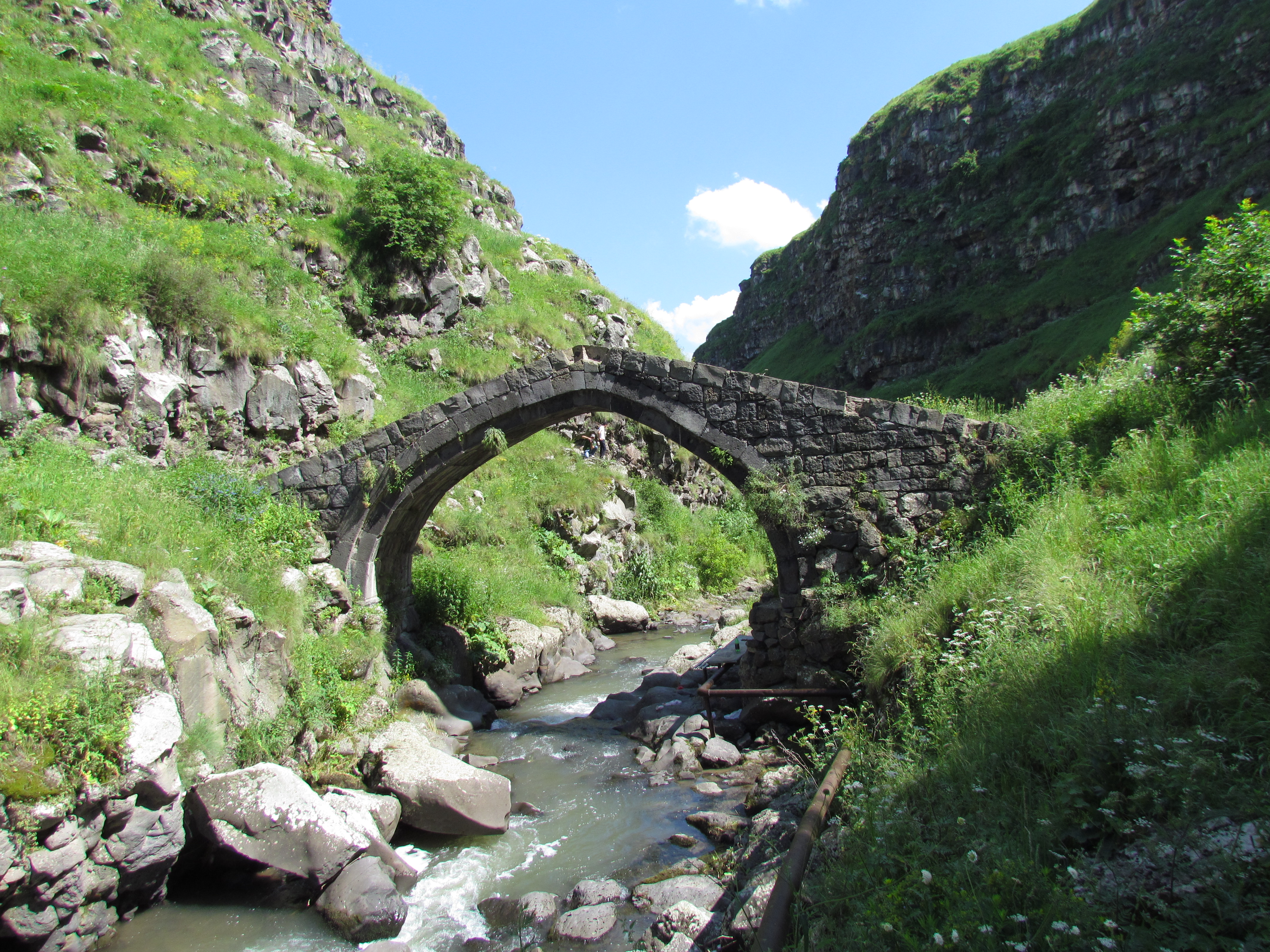
Ancien pont de la forteresse de Lorri, 2017.
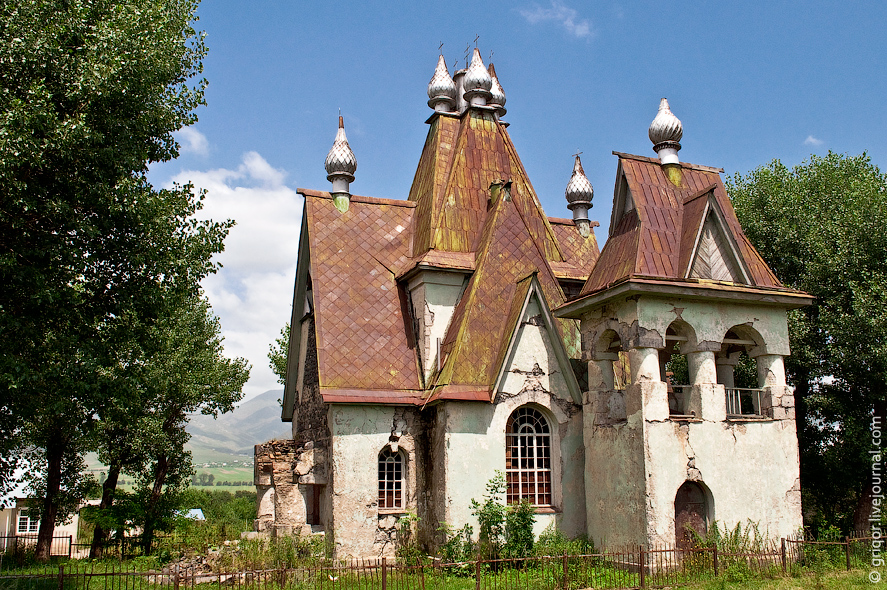
Église Saint-Nicolas à Amrakits, 2010.
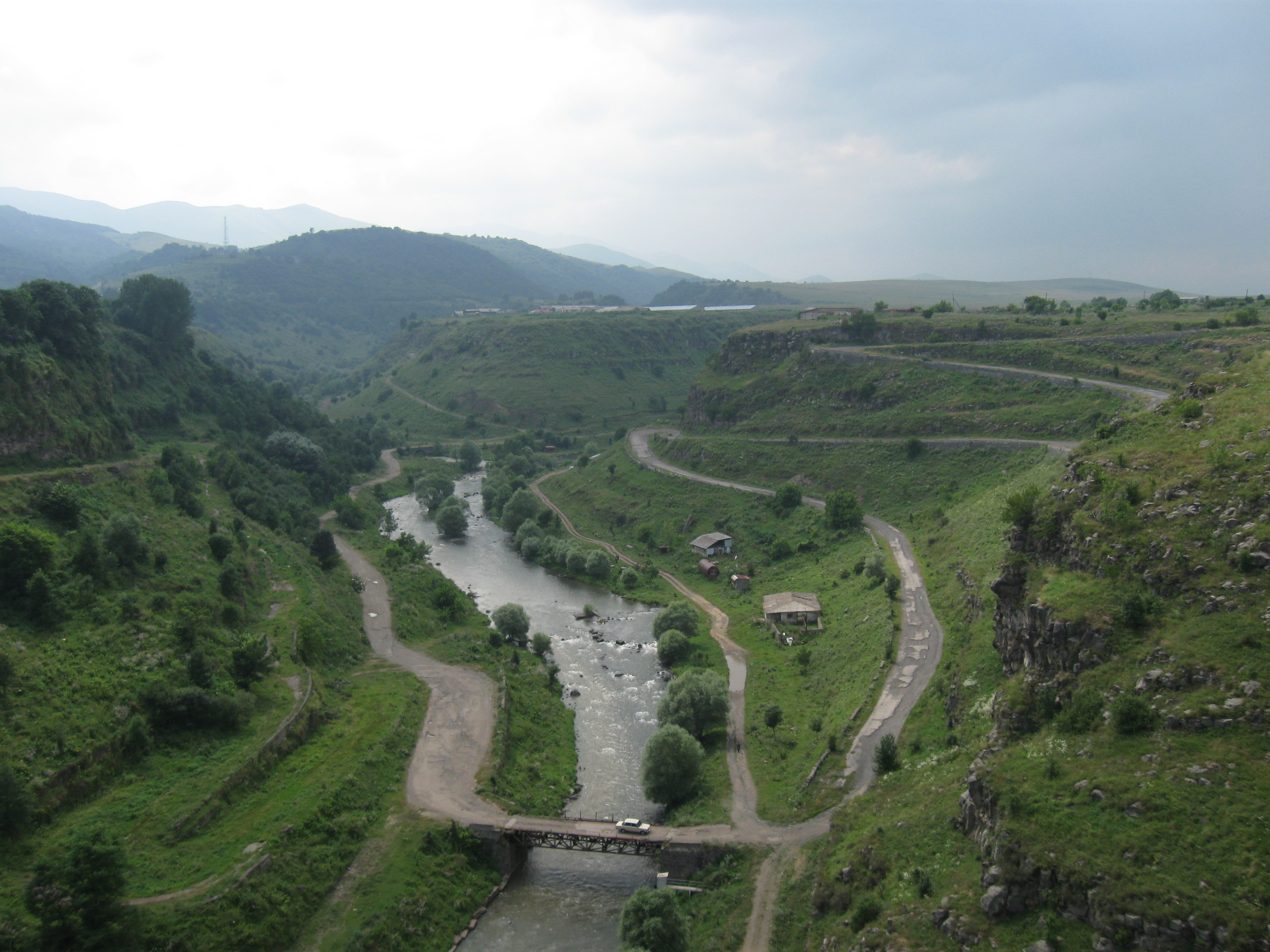
Gorges de la Dzoraget, 2016.
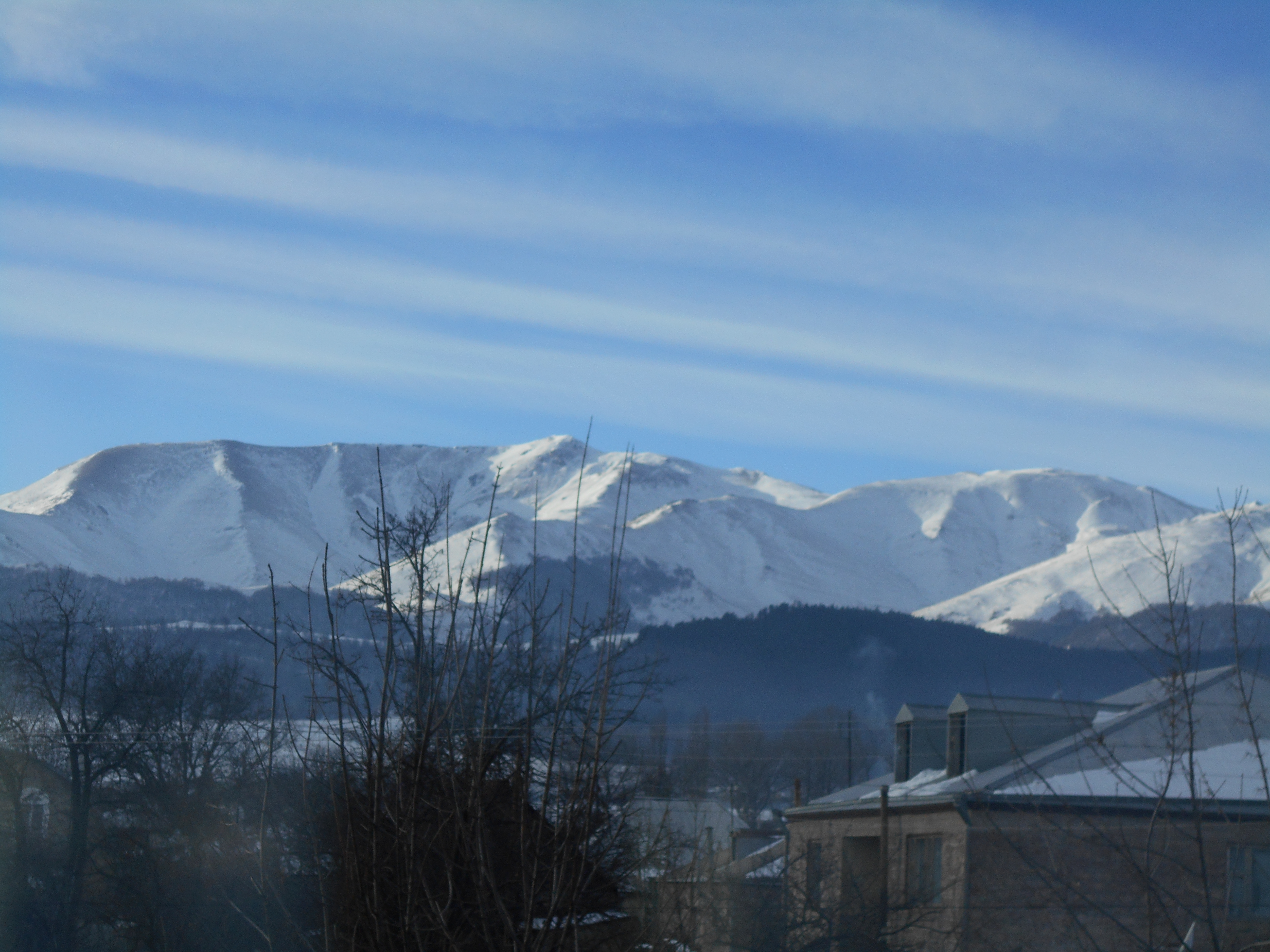
Montagnes en hiver, 2015.
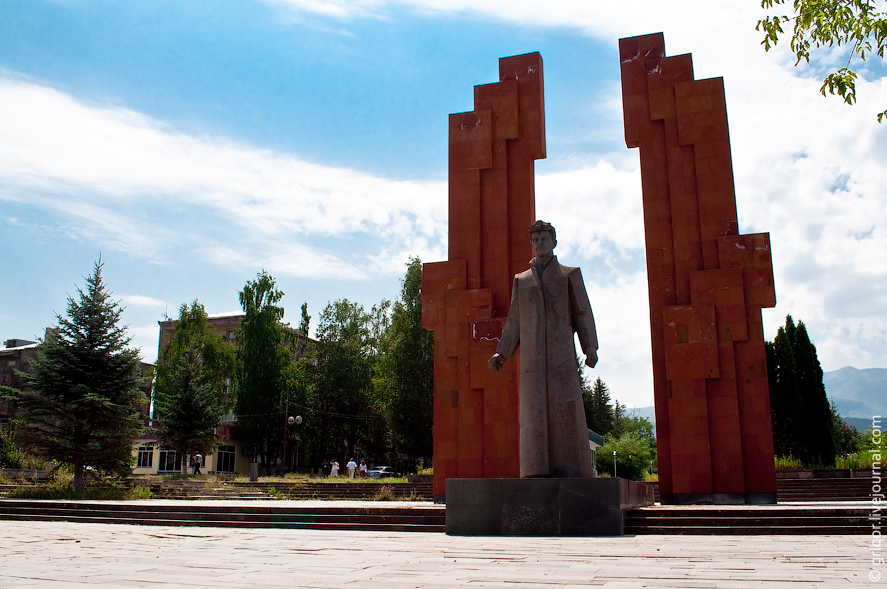
Mémorial Stepan Chahoumian, 2011.